# عبدالله شمس
عبدالله شمس (متولد۱۳۲۳ در محله قصر دشت در شهر شیراز)، حقوقدان ایرانی، وکیل دادگستری، نویسنده کتب مرجع دانشگاهی و استاد مقاطع تحصیلی کارشناسی، کارشناسی ارشد و دکتری گروه حقوق دانشگاه شهیدبهشتی است.
او تحصیلات عالیه خود را در فرانسه به اتمام رساند و پس از اخذ مدرک دکترا، به ایران بازگشت.

## زندگی و فعالیت‌های حرفه‌ای
عبدالله شمس در سال۱۳۲۳در محله قصردشت شهر شیراز متولد شد. وی استاد دانشکده حقوق دانشگاه شهید بهشتی و نویسنده کتاب‌های مرجع در مقاطع کارشناسی ارشد و دکتری و همچنین منبع اصلی آزمون وکالت در درس آیین دادرسی مدنی است.
وی همچنین عضو هیئت تحریریه نشریه تحقیقات حقوقی و مدیر انتشارات دراک می‌باشد.

## آثار
- آیین دادرسی مدنی: دورهٔ پیشرفته، عبدالله شمس، تهران: دراک
- آیین دادرسی مدنی، عبدالله شمس، تهران: میزان، ۱۳۸۲
- آیین دادرسی مدنی، عبدالله شمس، تهران: دراک
- قانون اجرای احکام مدنی و مقررات مرتبط، عبدالله شمس (زیرنظر)، تهران: دراک
- قانون آیین دادرسی مدنی، قانون اجرای احکام مدنی و مقررات مرتبط آن، عبدالله شمس (زیرنظر)، تهران: دراک
- قانون اساسی، قانون مدنی و قانون مسئولیت مدنی، عبدالله شمس (زیرنظر)، تهران: دراک
- قانون آیین دادرسی مدنی، قانون اجرای احکام مدنی و قانون تشکیل دادگاه‌های عمومی و انقلاب، عبدالله شمس زیرنظر)، تهران: دراک
- ادلهٔ اثبات دعوا: حقوق ماهوی و شکلی، عبدالله شمس، تهران: دراک
- قانون شوراهای حل اختلاف، عبدالله شمس (زیرنظر)، تهران: دراک
- قانون روابط موجر و مستأجر مصوب ۱۳۷۶ و آیین‌نامه ی اجرایی آن، عبدالله شمس (زیرنظر)، تهران: دراک
- روابط موجر و مستأجر در قانون مدنی، عبدالله شمس (زیرنظر)، تهران: دراک
- قانون تملک آپارتمانها و آیین نامهٔ اجرایی آن، عبدالله شمس (زیرنظر)، تهران: دراک
- قانون داوری تجاری بین‌المللی، عبدالله شمس (زیرنظر)، تهران: دراک
- قانون اصلاح قانون بیمه ایران مسئولیت مدنی: دارندگان وسایل نقلیه ی موتوری زمینی در مقابل شخص ثالث و آیین‌نامه آن، عبدالله شمس (زیرنظر)، تهران: دراک
- کنوانسیون تأسیس سازمان جهانی مالکیت معنوی، عبدالله شمس (زیرنظر)، تهران: دراک
- آیین نامهٔ احوال شخصیه ی زرتشتیان ایران، عبدالله شمس (زیرنظر)، تهران: دراک
- قانون ثبت اختراعات، طرح‌های صنعتی و علایم تجاری، عبدالله شمس (زیرنظر)، تهران: دراک
- قانون تجارت الکترونیکی و آیین‌نامه‌های آن، عبدالله شمس (زیرنظر)، تهران: دراک
- مقررات اجباری شدن وکالت در دادگستری، عبدالله شمس (زیرنظر)، تهران: دراک
- قانون اصلاح ماده (۱۸) اصلاحی قانون تشکیل دادگاه‌های عمومی و انقلاب و آیین‌نامه و دستورالعمل اجرایی آن، عبدالله شمس (زیرنظر)، تهران: دراک
- آیین نامهٔ اجرای مفاد اسناد رسمی لازم‌الاجرا و طرز رسیدگی به شکایت از عملیات اجرایی، عبدالله شمس (زیرنظر)، تهران: دراک
- قانون مدنی و قانون مسئولیت مدنی، عبدالله شمس (زیرنظر)، تهران: دراک
- قانون آیین دادرسی مدنی و مقررات مرتبط، عبدالله شمس (زیرنظر)، تهران: دراک
- قانون اساسی از فرمان مشروطیت تا امروز، عبدالله شمس (زیرنظر)، تهران: دراک
- قانون اساسی جمهوری اسلامی ایران، عبدالله شمس، تهران: دراک
- قانون آیین دادرسی مدنی، قانون تشکیل دادگاه‌های عمومی و انقلاب و آیین‌نامه آن، عبدالله شمس (زیرنظر)، تهران: دراک
- آیین دادرسی مدنی: دورهٔ بنیادین، عبدالله شمس، تهران: دراک

اجرای احکام مدنی:دوجلد، چاپ نخست-پاییز ۱۳۹۷، تهران: دراک